# Луций Флавий Силва Ноний Бас
Луций Флавий Силва Ноний Бас (на латински: Lucius Flavius Silva Nonius Bassus; * 40 г., Урбс Салвия; † 81 г., Рим) e политик и генерал на Римската империя през 1 век.

## Биография
Произлиза от Урбс Салвия в Мачерата и е роднина на Гай Салвий Либерал Ноний Бас (суфектконсул 85 г.) и неговият син Гай Салвий Вителиан (консул 96 г.).
Намереният надпис през 1957 г. в Урбс Салвия дава сведение за неговата кариера (cursus honorum). Той първо е tresvir capitales, военен трибун на IV Скитски легион, квестор, народен трибун и легат на XXI Хищнически легион. От Веспасиан и Тит по време на тяхната цензура той е приет при патрициите и получава ранг на бивш претор.
През 73 /74 г. – 80 г. Флавий Силва е управител (legatus Augusti pro praetore) в Юдея. Той завладява крепостта Масада и така прекратява юдейското въстание. През 2006 г. е намерен негов надпис от местността Храмов хълм в Иерусалим.
Флавий Силва е в колегията на понтифексите. През 81 г. е консул заедно с Луций Азиний Полион Верукоз.